# Gustav Modrušan
Gustav Modrušan (1859. – Karlovac, 10. prosinca 1930.) je bio hrvatski političar i ljekarnik, magistar farmacije., zaslužni karlovački gradonačelnik.
Bio je vlasnik ljekarne K sv. Ćirilu i Metodu na predjelu Baniji od 1889. do 1906. godine. Bio je gradonačelnik grada Karlovca, u razdoblju kad su pravaši bili uspješni u Karlovcu. Od 1896. do 1920. pravaši su Karlovcu dali četvoricu gradonačelnika. Modrušan je obnašao gradonačelničku dužnost od 3. lipnja 1912. do 13. travnja 1920. Za svog mandata zalagao se za osuvremenjenje infrastrukture u gradu i uređenje grada Karlovca. Osnovao je Banijansku pomoćnicu. (Štedna i pripomoćna zadruga na Baniji)
Na izborima za hrvatski sabor 1913. ušao je kao zastupnik izbornog kotara Draganića.
Ime Gustava Modrušana dovodi se i u svezi s osnivanjem karlovačkog gradskog muzeja. 1904. grad je odlučio osnovati muzej, a sljedeće godine za oživotvoriti ovu zadaću dano je Miji Balašu, Gustavu Modrušanu i Vatroslavu Reineru.
Modrušan je bio i dioničarem novog mlina u Karlovcu na rijeci Korani (Prvi hrvatski mlin na čigre d.d.) koji je po kapacitetu i po opremljenosti bio drugi mlin u Hrvatskoj, odmah iza zagrebačkog kraljevskog paromlina. Osim Modrušana osnivači-dioničari bili su Prva hrvatska štedionica, Hrvatska komercijalna banka, Pučka štedionica, Karlovačka štedionica, bogati zagrebački i karlovački pojedinci Petar Bakšić (karlovački gradonačelnik i saborski zastupnik), Božo Vinković (karlovački gradonačelnik), Samuel Kramer, Dragutin Herman, Gašo Dević, saborski zastupnik Antun Strzalkovsky, Robert Reiss, Vilim Reiner, Vatroslav Reier i David Kramer.
Bio je i u ravnateljstvu tvornice koža, imao je tvornicu soda vode na Baniji, predsjedavao je Zemljišnom zajednicom imovne općine na Baniji.
Zajedno s karlovačkim oporbenjacima iz saborskih klupa Edom Lukinićem i Božom Vinkovićem bio je na čelu demonstranata koji su prosvjedovali protiv omraženog hrvatskog bana Pavla Raucha. Posljedica prosvjeda bila je da je gradonačelnik Ivan Banjavčić zbog nesmotrene potpore koju je dao omraženom banu prigodom posjeta gradu Karlovcu srpnja 1908. bio prisiljen demisionirati.